# 해평 윤씨 (1835년)
해평윤씨 부인(海平尹氏 夫人, 1835년 - 1920년)은 조선 말과 대한제국, 일제강점기 초기의 여성 지식인으로, 한글로 된 《윤상공 선정록고》(尹相公善政錄攷)를 남겼다. 윤치호의 고모이고, 윤보선, 윤일선, 윤영선의 대고모 할머니였다. 자매로는 전주 이씨 이인서(李寅恕)와 결혼한 누이가 한명 더 있었으며, 윤씨 부인은 용인 이씨 이원시(李源始)와 결혼하였다.
몰락 양반가 후손이자 아산군의 대지주였던 윤취동과 그의 부인 안동김씨의 딸로, 대대로 수원에서 살던 할아버지 윤득실의 집터가 수원 화성 행궁에 편입되자 토지보상을 받고 충청남도 천안군 모산면으로 내려왔다. 할아버지 윤득실은 통덕랑을 지냈지만 술을 좋아하여 38세의 나이로 요절했다. 어려서 고아가 된 아버지 윤취동은 형 윤교동 내외가 길렀고, 후에 아산군 둔포면 신항리로 독립하여, 자력으로 농토를 마련하여 부농이 되었다. 대한제국 말기 군부대신, 육군부장을 지낸 반계 윤웅렬, 육군참장을 지낸 경재 윤영렬 형제의 누나였다. 그가 순 한글체로 기록한 《윤상공 선정록고》는 남동생 윤영렬이 지방관으로 재직하면서 남겼던 치적, 윤영렬이 동학 농민군을 사칭한 경기도 안성, 평택, 충청남도 아산군 일대의 도적을 토벌하는 과정 등을 기술하였다. 윤치호는 1920년 고모의 장례식장에서 슬픔은 없이 형식에 얽매이고, 허례허식만 내세우고, 슬퍼하는 척을 한 친인척들을 조롱하는 글을 남기기도 했다.
윤씨부인이 쓴 윤상공선정록은 윤영렬의 딸들이 필사본으로 베껴서 보존하다가, 1983년 유기룡(柳基龍)이 20세기 한글로 교정하여 서울 형설출판사에서 출간하였다.
그의 일대기를 간략히 다룬 《해평윤씨부인 약사》라는 책이 간행되기도 했다.

## 저서
- 《윤상공 선정록고 (尹相公善政錄攷)》

## 가족 관계
- 할아버지 : 윤득실(尹得實, 1768년 ~ 1805년)
  - 백부 : 윤교동(尹敎東, 1786년 - 1829년 5월 8일)
  - 백모: 나주 임씨, 1794년 2월 3일 - 1834년 10월 2일
    - 사촌 오빠 : 윤팽렬(尹彭烈, 1801년 - 1833년 9월 23일)
    - 사촌 올케 : 전주이씨, 1813년 - 1894년 10월 18일

  - 백부 : 윤우동(尹祐東, 1788년 3월 15일 - 1827년 4월 30일)
  - 백모 : 우봉이씨, 1797년 9월 10일 - 1834년 11월 3일)
  - 고모 : 해평윤씨
  - 고모부 : 김상정(金相鼎, 광산김씨)
- 아버지 : 윤취동(尹取東, 1798년 7월 18일 - 1863년 12월 21일)
- 어머니(아버지의 본처) : 고령신씨(高靈申氏, 1797년 - 1827년 3월 17일)
- 어머니 : 안동김씨(安東金氏, 1810년 - 1900년 10월), 김기건(金驥健)의 딸
  - 누이 : 해평윤씨
  - 제부 : 이인서(李寅恕, 본관은 전주)
  - 남동생 : 윤웅렬(尹雄烈, 1840년 음력 4월 17일 - 1911년 양력 9월 22일)
  - 올케: 전의이씨(全義李氏, 1838년 6월 9일[1] - 1907년 3월 4일), 진사 이현표(李玄豹)의 딸
  - 올케: 전주이씨(全州李氏, 이정무, 1844년 9월 27일 - 1936년 2월 20일), 이일영(李日榮)의 딸
    - 조카 : 윤경희(尹慶姬, 1862년 - ?)
    - 조카사위 : 김재극(金在極, 언양김씨), 군수 김화영(金華榮)의 아들
    - 조카 : 좌옹윤치호(佐翁尹致昊, 1865년 음력 1월 16일 - 1945년 양력 12월 9일)

  - 올케: 다옥(茶玉) - 윤웅렬의 3취
  - 올케: 김정순(金貞淳, 1879년 3월 15일 - 1959년 11월 16일) - 윤웅렬의 4취
  - 동생 : 윤영렬(尹英烈, 1854년 음력 4월 15일 - 1939년 양력 11월 4일)
  - 올케 : 청주한씨 한진숙(淸州韓氏 韓鎭淑, 1850년 - 1938년)
    - 조카 : 동암윤치오(東庵尹致旿, 1869년 음력 8월 5일 - 1949년 양력 12월 2일)
    - 조카 : 동야윤치소(東野尹致昭, 1871년 음력 8월 25일 - 1944년 양력 2월 20일)
    - 조카 : 악연윤치성(岳淵尹致晟, 1875년 음력 3월 2일 - 1936년 양력 8월 11일)
    - 조카 : 간송윤치병(澗松尹致昞, 1880년 음력 6월 4일 - 1939년 양력 1월 24일)
    - 조카 : 윤치명(尹致明, 1885년 음력 9월 - 1944년 양력 4월 21일)
    - 조카 : 동산윤치영(東山尹致暎, 1898년 양력 2월 10일 - 1996년 양력 2월 9일)
    - 조카 : 이름 미상
    - 조카 : 윤활란
    - 조카 : 윤노덕(1889년 6월 14일 - 1979년 11월 24일)

  - 올케 : 이름 미상, 윤영렬의 첩
    - 조카 : 윤씨
    - 조카 : 윤치정(尹致晶, 1921년 11월 25일 ~ ?)
    - 조카 : 윤치일(尹致日, 1935년 2월 10일 ~ 1985년 4월 8일, 묘는 화장하였음)
    - 조카 : 윤길희(尹吉喜, 1924년 6월 16일 ~ 1973년 6월 28일)
    - 조카 : 윤인희(尹麟喜, 1927년 1월 17일 ~ ?)

- 남편 : 이원시(李源始, 본관은 용인)
  - 2남
  - 딸 : 용인이씨
  - 딸 : 용인이씨
  - 사위 : 이정구(李鼎九), 우봉이씨

## 참고 자료
- 윤씨부인, 《윤상공 선정록고》 (유기룡 역, 형설출판사, 1983)
- 윤치호, 《윤치호 일기: 한 지식인의 내면세계를 통해 본 식민지시기 1916-1943》 (김상태 역, 인물과 사상사, 2002)
- 국방부 군사편찬연구소, 《군사 제82호》 (국방부 군사편찬연구소, 2012)